# Vòng loại Giải vô địch bóng đá thế giới 2018 – Khu vực Bắc, Trung Mỹ và Caribe (Vòng 3)
Vòng 3 của Vòng loại giải vô địch bóng đá thế giới 2018 khu vực Bắc, Trung Mỹ và Caribe diễn ra từ ngày 31 tháng 8 đến ngày 8 tháng 9 năm 2015.

## Thể thức
Tổng cộng có 12 đội (xếp hạng 7 và 8 dựa theo bảng xếp hạng khu vực CONCACAF và 10 đội thắng ở vòng 2) sẽ thi đấu 2 lượt theo thể thức sân nhà – sân khách. 6 đội thắng ở vòng này giành quyền vào vòng 4.

## Hạt giống
Lễ bốc thăm cho vòng 3 được diễn ra vào ngày 25 tháng 7 năm 2015 tại Cung điện Konstantinovsky ở Strelna, Sankt-Peterburg, Nga.
| Nhóm 3                                                                                                | Nhóm 4 |
| --- | --- |
| 1. Jamaica (85) 2. Haiti (117) 3. Canada (122) 4. Aruba (124) 5. El Salvador (127) 6. Guatemala (134) | 1. Saint Vincent và Grenadines (134) 2. Grenada (142) 3. Antigua và Barbuda (149) 4. Belize (162) 5. Nicaragua (175) 6. Curaçao (182) |

## Kết quả
Các đội được thể hiện với bảng xếp hạng FIFA công bố vào tháng 8 năm 2014, bảng xếp hạng sử dụng để gieo đội trên bốn vòng đấu đầu tiên của vòng loại CONCACAF. Jamaica và Haiti đặc cách vào thẳng vòng 3, hội nhập cùng với 10 đội giành chiến thắng ở vòng 2.
| Đội 1                       | TTS | Đội 2       | Lượt đi | Lượt về |
| --------------------------- | --- | ----------- | ------- | ------- |
| Curaçao                     | 0–2 | El Salvador | 0–1     | 0–1     |
| Canada                      | 4–1 | Belize      | 3–0     | 1–1     |
| Grenada                     | 1–6 | Haiti       | 1–3     | 0–3     |
| Jamaica                     | 4–3 | Nicaragua   | 2–3     | 2–0     |
| Saint Vincent và Grenadines | 3–2 | Aruba       | 2–0     | 1–2     |
| Antigua và Barbuda          | 1–2 | Guatemala   | 1–0     | 0–2     |

| Curaçao | 0–1                                 | El Salvador |
| ------- | ----------------------------------- | ----------- |
|         | Chi tiết (FIFA) Chi tiết (CONCACAF) | Larín 12'   |

| El Salvador | 1–0                                 | Curaçao |
| ----------- | ----------------------------------- | ------- |
| Barrios 9'  | Chi tiết (FIFA) Chi tiết (CONCACAF) |         |

El Salvador thắng với tổng tỉ số 2–0 và giành quyền vào vòng 4 (Bảng A).
| Canada                               | 3–0                                 | Belize |
| ------------------------------------ | ----------------------------------- | ------ |
| Ricketts 25', 65' · Hutchinson 90+1' | Chi tiết (FIFA) Chi tiết (CONCACAF) |        |

| Belize       | 1–1                                 | Canada        |
| ------------ | ----------------------------------- | ------------- |
| McCaulay 26' | Chi tiết (FIFA) Chi tiết (CONCACAF) | Johnson 45+1' |

Canada thắng với tổng tỉ số 4–1 và giành quyền vào vòng 4 (Bảng A).
| Grenada             | 1–3                                 | Haiti                                |
| ------------------- | ----------------------------------- | ------------------------------------ |
| Straker 33' (ph.đ.) | Chi tiết (FIFA) Chi tiết (CONCACAF) | Maurice 27' · Jérôme 38' · Nazon 56' |

| Haiti                                  | 3–0                                 | Grenada |
| -------------------------------------- | ----------------------------------- | ------- |
| Guerrier 26' · Nazon 38' · Belfort 50' | Chi tiết (FIFA) Chi tiết (CONCACAF) |         |

Haiti thắng với tổng tỉ số 6–1 và giành quyền vào vòng 4 (Bảng B).
| Jamaica                     | 2–3                                 | Nicaragua                                     |
| --------------------------- | ----------------------------------- | --------------------------------------------- |
| Mattocks 69' · Mariappa 78' | Chi tiết (FIFA) Chi tiết (CONCACAF) | Rosas 5' (ph.đ.) · Chavarría 8' · Galeano 48' |

| Nicaragua | 0–2                                 | Jamaica                    |
| --------- | ----------------------------------- | -------------------------- |
|           | Chi tiết (FIFA) Chi tiết (CONCACAF) | Mattocks 13' · Dawkins 89' |

Jamaica thắng với tổng tỉ số 4–3 và giành quyền vào vòng 4 (bảng B).
| Saint Vincent và Grenadines       | 2–0                                 | Aruba |
| --------------------------------- | ----------------------------------- | ----- |
| Slater 51' · Anderson 90' (ph.đ.) | Chi tiết (FIFA) Chi tiết (CONCACAF) |       |

| Aruba         | 2–1                                 | Saint Vincent và Grenadines |
| ------------- | ----------------------------------- | --------------------------- |
| Danso 4', 50' | Chi tiết (FIFA) Chi tiết (CONCACAF) | Slater 84'                  |

Saint Vincent và Grenadines thắng với tổng tỉ số 3–2 và giành quyền vào vòng 4 (Bảng C).
| Antigua và Barbuda | 1–0                                 | Guatemala |
| ------------------ | ----------------------------------- | --------- |
| Weston 72' (ph.đ.) | Chi tiết (FIFA) Chi tiết (CONCACAF) |           |

| Guatemala               | 2–0                                 | Antigua và Barbuda |
| ----------------------- | ----------------------------------- | ------------------ |
| Ruiz 61' · D. López 75' | Chi tiết (FIFA) Chi tiết (CONCACAF) |                    |

Guatemala thắng với tổng tỉ số 2–1 và giành quyền vào vòng 4 (Bảng C).

## Danh sách cầu thủ ghi bàn
2 bàn
- Erixon Danso
- Tosaint Ricketts
- Duckens Nazon
- Darren Mattocks
- Tevin Slater

1 bàn
- Myles Weston
- Deon McCaulay
- Atiba Hutchinson
- Will Johnson
- Jonathan Barrios
- Alexander Larín
- Carlos Ruiz
- Dennis López
- Anthony Straker
- Kervens Belfort
- Wilde-Donald Guerrier
- Mechack Jérôme
- Jean-Eudes Maurice
- Simon Dawkins
- Adrian Mariappa
- Carlos Chavarría
- Luis Galeano
- Manuel Rosas
- Oalex Anderson